# خوان كالديرون (لاعب كرة قدم)
خوان كالديرون (بالإنجليزية: Juan Calderón)‏ هو لاعب كرة قدم أمريكي، ولد في 29 أبريل 2004 في ريفرسايد في الولايات المتحدة.